# Medeo
Medeo (kazakiska: Медеу, Medew; ryska: Медеу, Medeu) är en skridsko- och bandyrink belägen vid bergsdalen Medew vid den sydöstra utkanten av Almaty i Kazakstan. Rinken ligger 1 691 meter över havet vid Medewdammen.
Mellan 1950- och 80-talen noterades flera världsrekord på skridskor vid anläggningen. Den var också hemmaplan för bandylaget Dynamo Alma-Ata.
År 2011 arrangerades de asiatiska vinterspelen i Almaty och Astana. Bandyturneringen spelades vid Medeo. Den var huvudarena för världsmästerskapet i bandy för herrar 2012. Rinken användes även som skådeplats för det populära musikevenemanget Voice of Asia mellan år 1990 och 2004.